# Ray Sharpe
Ray Sharpe (* 8. Februar 1938 in Fort Worth, Texas) ist ein US-amerikanischer Rock-’n’-Roll-Musiker. Sharpe gilt in Fachkreisen als der einzige „schwarze Rockabilly“, da sein Stil viele Elemente des Rockabillys enthielt. Sein größter Hit war Linda Lu.

## Karriere
Ray Sharpe wurde in Texas geboren und wurde von der Country-Musik sowie dem Blues gleichermaßen beeinflusst. Sharpe soll in seiner Jugend auch geplant haben, mit Rockabilly-Musiker Ronnie Dawson ein Duo zu gründen, dass sie The Oreo Crookies nannten. Jedoch wurden sie sich klar darüber, dass ihre Mitmenschen (aufgrund der in den USA zu der Zeit noch vorherrschenden Rassentrennung) dies missbilligten, daher ließen sie ihr Vorhaben wieder fallen.
Sharpe begann seine musikalische Karriere 1958 in Phoenix, Arizona. Die dortige Musikszene lief vor allem über den Produzenten Lee Hazlewood, der Sharpes erste Single That's the Way I Feel / Oh, My Baby's Gone auf dessen Jamie-Label veröffentlichte. Bereits Sharpes zweite Platte, Linda Lu / Monkey's Uncle wurde sein größter Hit und stieg 1959 in die nationalen Charts auf Platz 48 ein. Geschrieben von Sharpe und wieder produziert von Hazlewood waren die beiden Gitarristen Duane Eddy und Al Casey auf den Aufnahmen zu hören. Linda Lu wurde in den folgenden Jahren von Künstlern und Bands wie The Rolling Stones, den Flying Burrito Brothers und Tom Jones gecovert.
Sharpes nachfolgenden Singles waren jedoch weniger erfolgreich. Er nahm für eine Reihe von Labels auf und spielte 1966 auch Stücke mit Jimi Hendrix ein. Er tritt bis heute in der Umgebung von Fort Worth, Texas, auf.

## Diskographie
- 1995: Linda Lou (Bear Family Records )